# Sachsen b.Ansbach
Sachsen b.Ansbach település Németországban, azon belül Bajorországban. Lakosainak száma 3688 fő (2023. december 31.). Sachsen b.Ansbach Petersaurach és Lichtenau községekkel határos.

## Népesség
A település népessége az elmúlt években az alábbi módon változott:
| Lakosok száma | 294  | 569  | 2283 | 3163 | 3275 | 3330 | 3433 | 3496 | 3596 | 3688 |
|               | 1875 | 1950 | 1970 | 2011 | 2013 | 2014 | 2016 | 2019 | 2021 | 2023 |